# Georges Perrier (général)
Pour les articles homonymes, voir Georges Perrier et Perrier.
Antoine François Jacques Justin Georges Perrier, né le 28 octobre 1872 à Montpellier et mort le 16 février 1946 à Paris, est un général de division français, membre de l'Académie des Sciences, spécialiste de la géodésie, professeur à l'École polytechnique. Vice-président de la Société de géographie (en 1938) et président de la Société astronomique de France (de 1927 à 1929).

## Biographie
Georges Perrier est né le 28 octobre 1872 à Montpellier,,,,,. Il est le fils de François Perrier et de Caroline Benoit, qui se sont épousés en 1872. François Perrier, militaire et géographe français, né le 18 avril 1833 à Valleraugue et mort d'une rupture d'anévrisme le 20 février 1888 à Montpellier, est inhumé au cimetière protestant de Montpellier. Caroline Benoit, est la fille de Justin Benoit, professeur d'anatomie à la Faculté de médecine de Montpellier.

### Études
Georges Perrier est élève du Lycée de Montpellier de 1880 à 1891.
Georges Perrier est reçu à l'École polytechnique en 1892 et choisit de servir dans l'artillerie. Il désire faire carrière dans le Service géographique de l'Armée, tout comme son père, qu'il admire.
Il entre à l'école d'application de l'artillerie et du génie de Fontainebleau en 1894. À sa sortie, il devient lieutenant au 13e régiment d'artillerie alors à Vincennes.

### Seconde Guerre mondiale
Georges Perrier, secrétaire général de l'International Association of Geodesy (IAG), est venu aux États-Unis, à Washington, pour l'assemblée générale, en septembre 1939, retourne en France, avant l'événement, à cause du début de la Seconde Guerre mondiale